# 馬特勒區
馬特勒區是斯里蘭卡南部省的一個區。面積1,246平方公里。2001年人口761,370人。首府馬特勒。